# Wieżowiec w Peczu
Wieżowiec w Peczu (węg.: pécsi magasház), znany na Węgrzech pod nazwą 25 emeletes (dwudziestopięciopiętrowiec), był najwyższym blokiem mieszkalnym w Peczu o wysokości 80 m. Stał w dzielnicy Szigeti na rogu ulic Szigeti út i Hungária utca pod adresem Hungária utca 53. Budowę rozpoczęło przedsiębiorstwo Baranya Megyei Állami Építőipari Vállalat w 1974, a budynek został oddany do użytku 1976 r. Było w nim 250 mieszkań jedno- lub półtorapokojowych (jeden duży i jeden mały pokój). Z powodu wadliwej technologii budowy, budynek w 1989 r. stał się zagrożeniem dla życia i mieszkańcy zostali z niego wysiedleni. 25-piętrowy blok trafił do Księgi rekordów Guinnessa jako najwyższy niezamieszkany budynek mieszkalny w Europie Środkowej. Rozbiórka zaczęła się wiosną, a zakończyła się w połowie października 2016 r.

## Historia

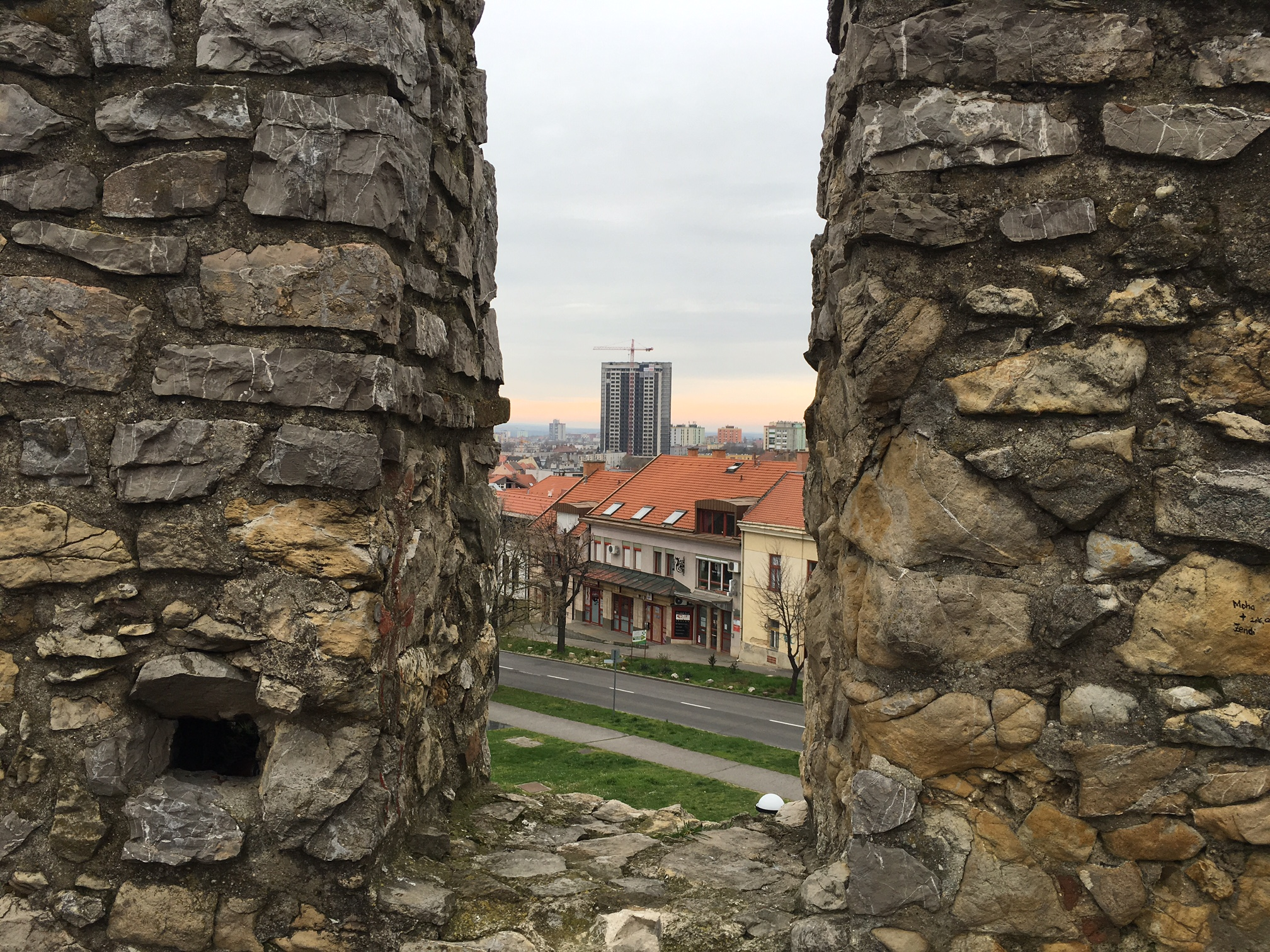
Wieżowiec widziany ze strzelnicy barbakanu

Budynek miał konstrukcję żelbetową wykonaną według jugosłowiańskiej, strunobetonowej technologii IMS.
Na początku lat 70. XX wieku zastosowano ją na Węgrzech w setkach konstrukcji różnej wielkości budynków mieszkalnych i użyteczności publicznej. W budynkach wznoszonych tą technologią najpierw stawiano konstrukcję ramową z prefabrykowanych płyt stropowych i słupów, którą później sprężano. Luki między taśmami sprężającymi a betonem wypełniano, zgodnie z technologią, pastą uszczelniającą. Środek ten, znany jako „PU paszta”, powodował korozję chlorkową, która niszczyła taśmy sprężające. Z tego powodu w 1989 r. uznano stan budynku za zagrażający życiu, a jego mieszkańców wysiedlono.
W 2003 r. samorząd przeprowadził kosztem 360 mln forintów prace wzmacniające konstrukcję budynku. Miasto przekazało budynek austriackiemu przedsiębiorstwu Porr Hungária Kft. w takim celu, by w ramach programu PPP przekształciło go w centrum uniwersyteckie i kolegium. Jednak firma wycofała się z umowy w 2007 r.
Jesienią 2007 r. miasto, bez powodzenia, rozpisało przetarg na biurowiec dla samorządu. W styczniu 2008 r. znowu na porządku dziennym stanęła sprzedaż budynku za co najmniej 410 mln forintów. 26 czerwca 2008 r. udało się go sprzedać La Torre 2008 Kft. jednej z firm-córek hiszpańsko-węgierskiej firmy Grupo Milton, która w przeciągu następnych lat popadła w poważne długi.
Ponieważ do 2011 r. nie nastąpił żaden postęp prac, wieżowiec miał być kupiony przez Öresund Holding, który w pierwszej połowie 2012 r. miał go zburzyć i na tym miejscu zbudować centrum samorządowe, które miasto Pecz wynajmowałoby przez 30 lat.
25 kwietnia 2013 w Peczu odbyło się wyjazdowe posiedzenie drugiego rządu Viktora Orbána, w czasie którego premier Viktor Orbán obiecał burmistrzowi Zsoltowi Pávie, że jeśli miasto uzyska prawo własności do budynku, to państwo przejmie koszt wyburzenia w wysokości ok. 1 mld forintów.
4 października 2013 r. 76-letnia emerytka z Peczu, Hosszú Zoltán Dénesné, sprzedała firmę La Torre 2008 Kft., a sąd komitatu Komárom-Esztergom przeprowadził jej likwidację.
22.10.2013 Urząd Administracji Rządowej Komitatu Baranya zarządził rozbiórkę budowli, dając właścicielowi pół roku na zakończenie prac.

### Krótkie streszczenie historii
- 1974: początek budowy

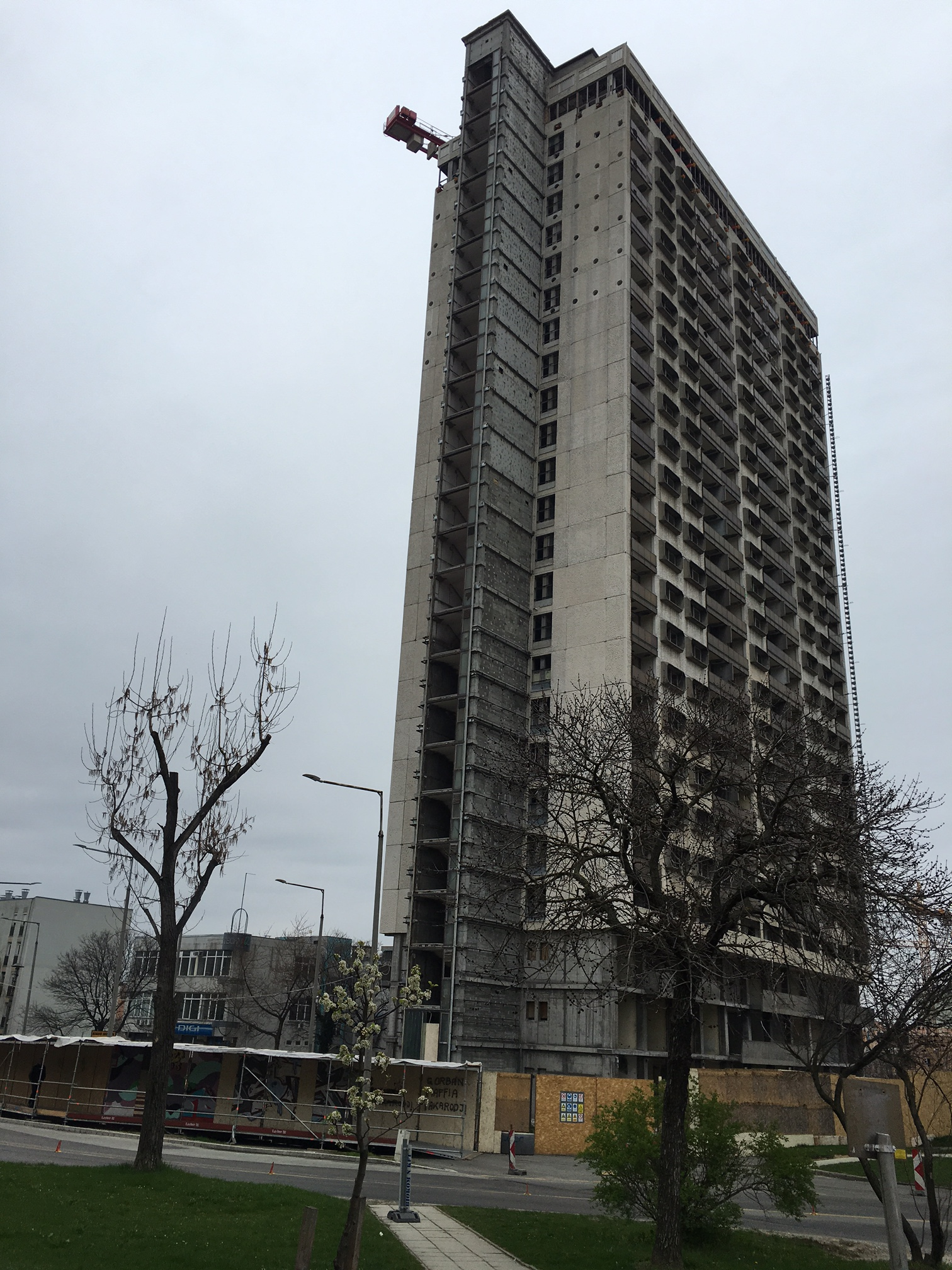
Widoczny na dachu wieżowca żuraw wieżowy był używany przy rozbiórce – koniec marca 2016

- 1976: wprowadzenie pierwszych mieszkańców
- 1983: wykrycie pierwszych oznak korozji w czasie inspekcji
- 1988: w wyniku kompleksowych badań ogłoszono stan budynku jako zagrażający życiu
- 1989: wyprowadzka mieszkańców
- 2003: wzmocnienie konstrukcji ramowej kosztem 360 milionów forintów
- 2007: firma Porr Hungária Kft. zwróciła budynek miastu
- 2008: hiszpańska grupa Milton kupiła budynek
- 2013: wydanie zezwolenia na rozbiórkę
- 2015: we wrześniu rząd uchwalił przekazanie środków finansowych na rozbiórkę samorządowi (1 miliard 256 milionów forintów)
- 2015: w końcu roku rozpoczęto prace przygotowawcze do rozbiórki: utworzono strefę ochronną i zbudowano czasowy objazd
- 2016: 29 lutego rozpoczęto montaż żurawia wieżowego przeznaczonego do prac rozbiórkowych
- 2016: 25 marca rozpoczęto wywóz gruzu[10]
- 2016: w połowie października budynek został całkowicie rozebrany.

## Dane techniczne
Dwudziestopięciopiętrowy blok mieszkalny trafił do Księgi rekordów Guinnessa jako najwyższy niezamieszkany budynek w Europie Środkowej. Jego wysokość wynosiła 80 metrów. Miał cztery klatki schodowe i cztery windy.

## Galeria

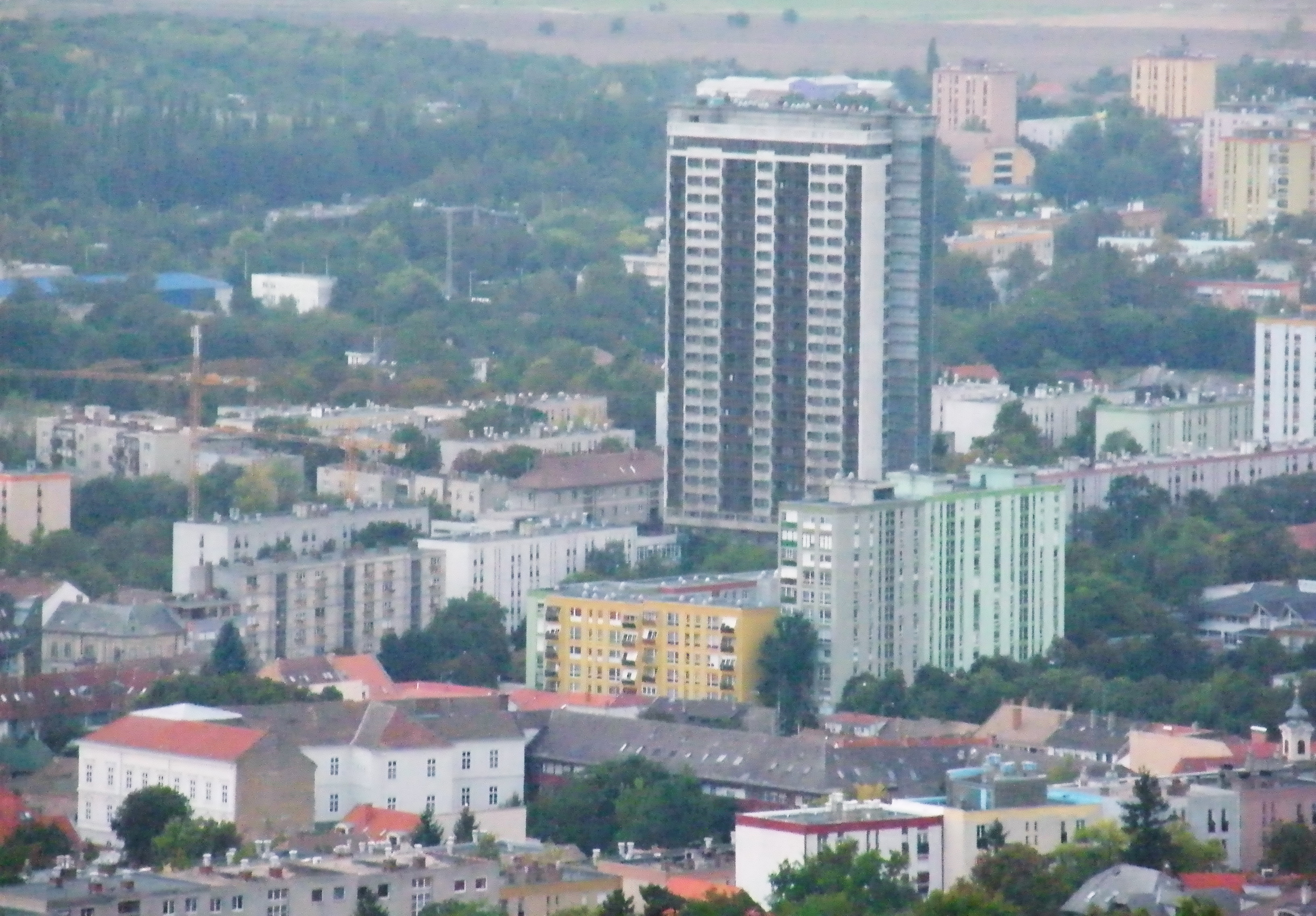
W porównaniu z wieżowcem inne budynki w Peczu wydawały się małe
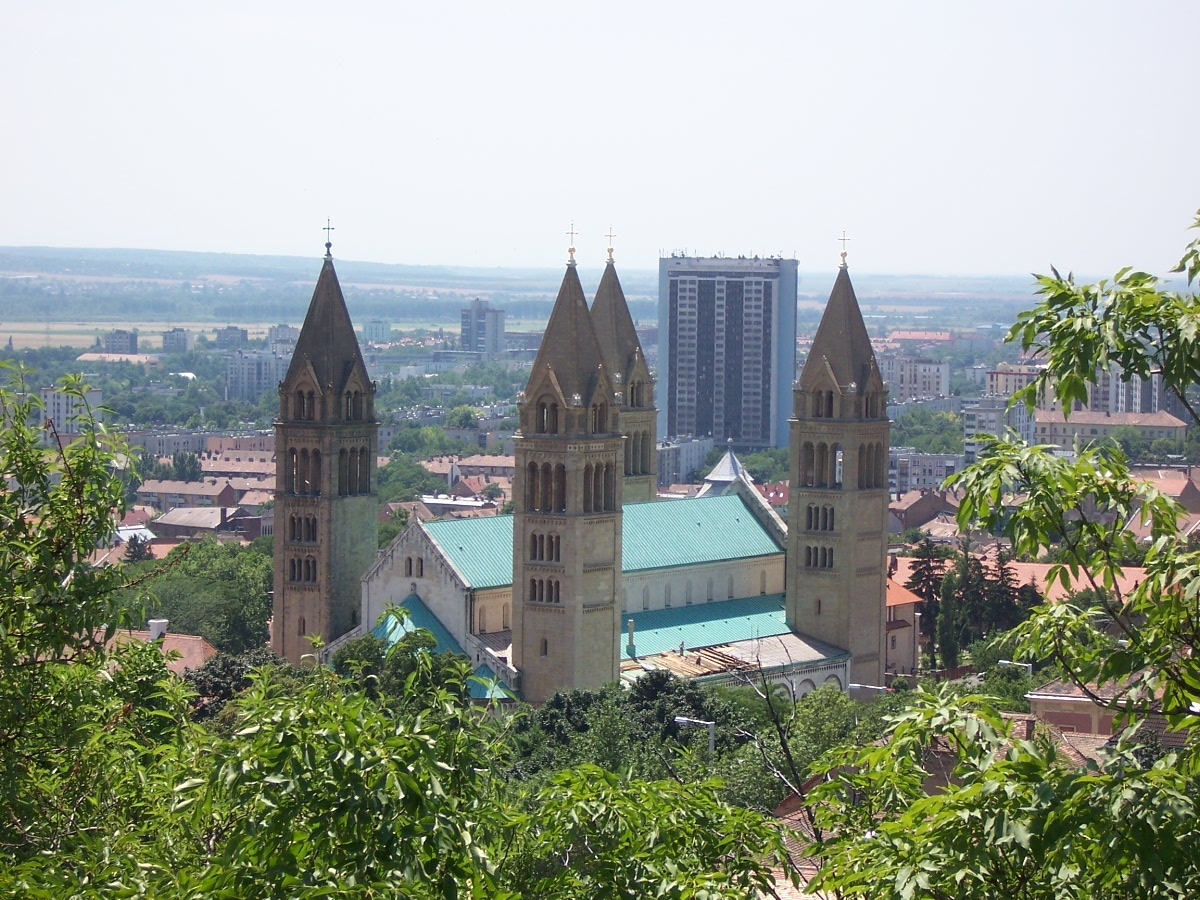
Wieżowiec widziany między wieżami Katedry Świętych Apostołów Piotra i Pawła
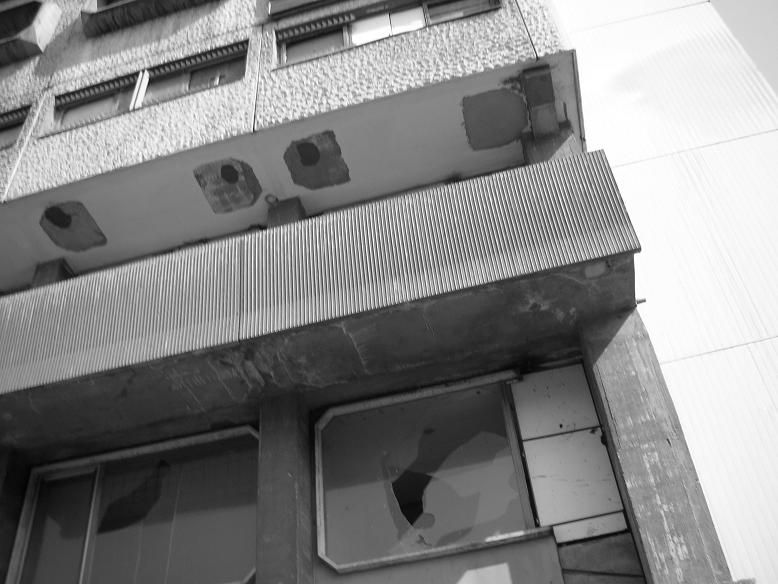
Widok z bliska na zrujnowany budynek
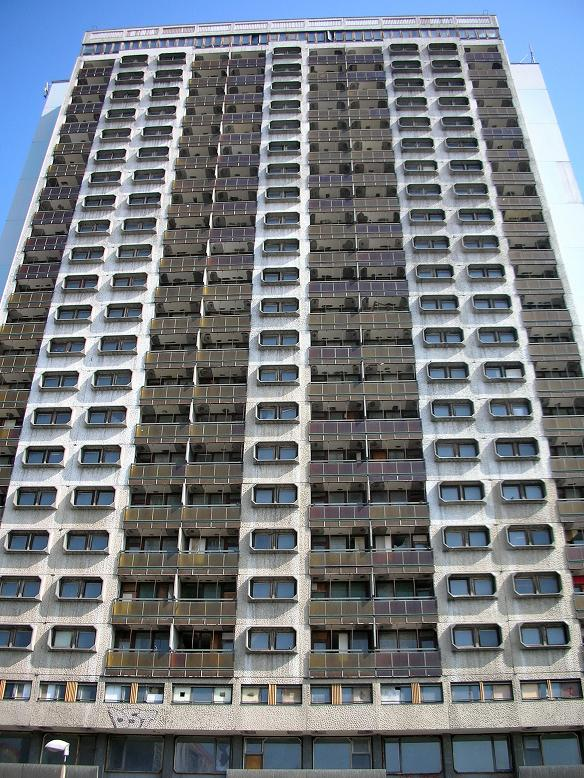
Zachodnia fasada wieżowca
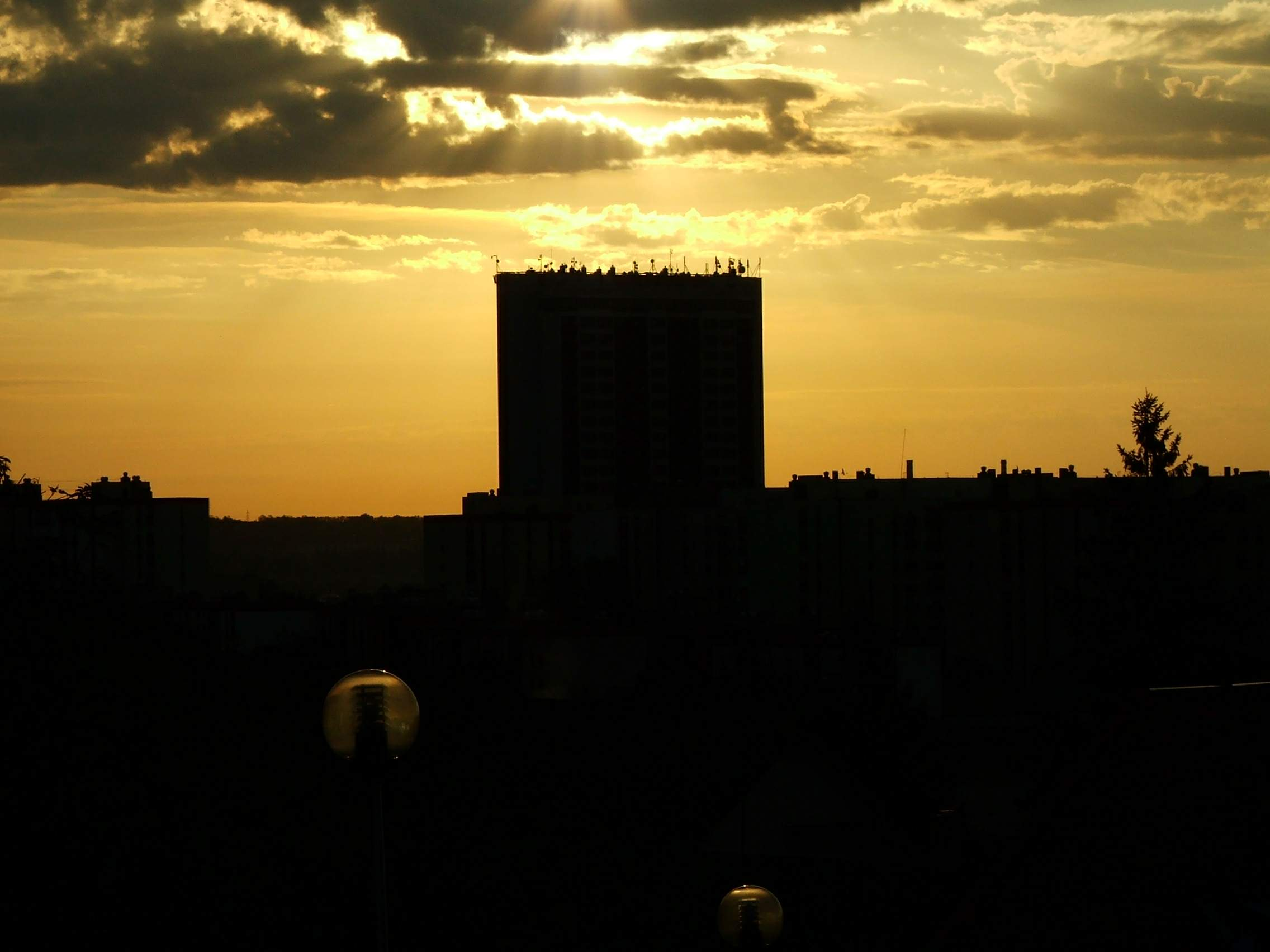
Sylwetka wieżowca o zachodzie słońca
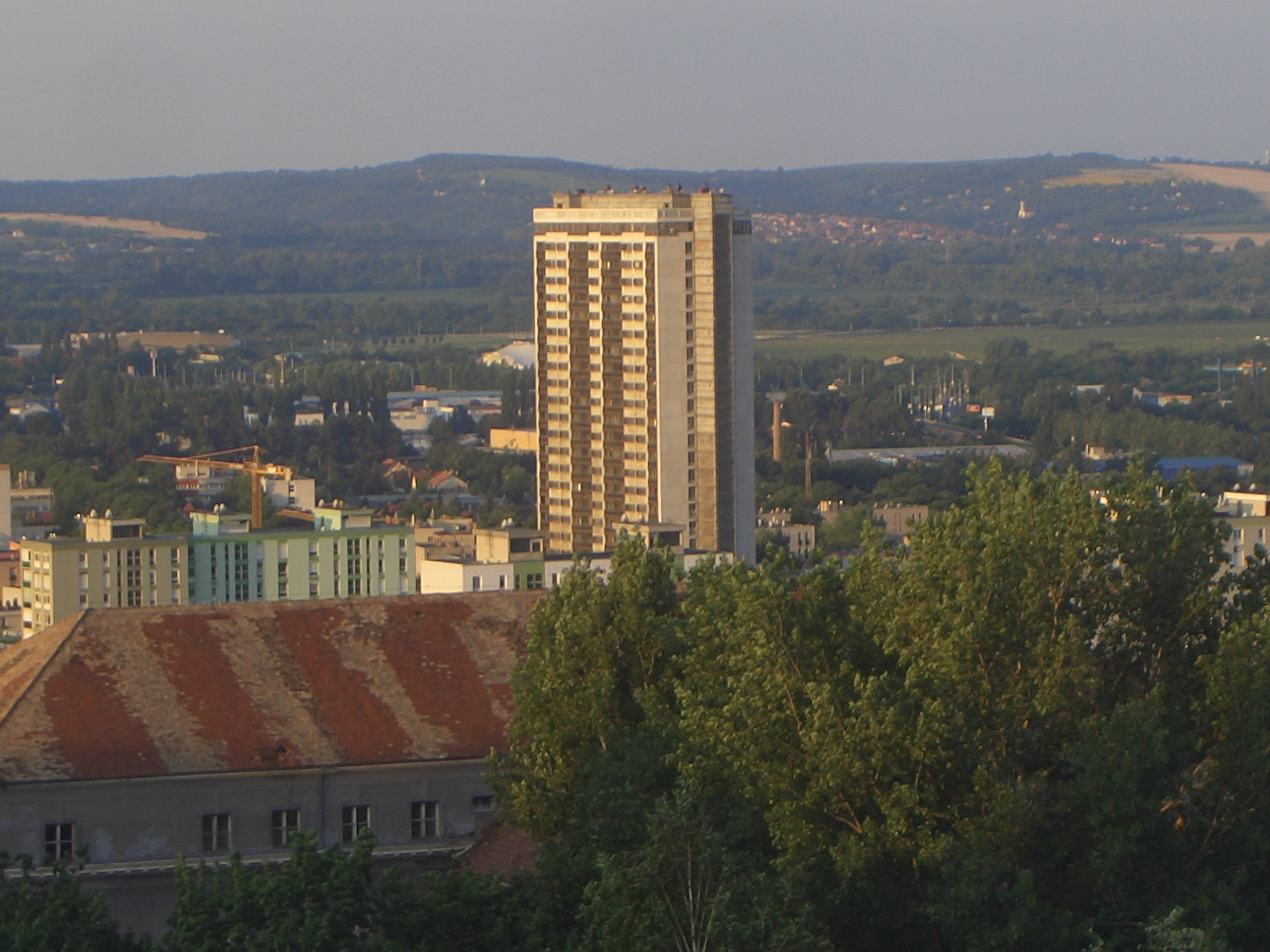
Widok z pensjonatu Hunyor